# Cut and Shoot, Texas
Cut and Shoot là một thành phố thuộc quận Montgomery, tiểu bang Texas, Hoa Kỳ. Năm 2010, dân số của xã này là 1070 người.

## Dân số
- Dân số năm 2000: 1158 người.
- Dân số năm 2010: 1070 người.